# Lógica de classes
A lógica de classes é um ramo da lógica, que é dedicado a distinguir raciocínios corretos dos incorretos usando diagramas de Venn.
Usa induções, afirmações indivíduais tanto positivas como negativas, como formas de premissas. Cada forma de premissa que parte esta lógica tem o seu teor e significado corespondiente. Assim, por exemplo:
- Universal afirmativa (chamado tipo A)[2]
  - Se a proposição "Todos os peixes são aquáticos. Isso indica que o peixe de classe estão incluídos na íntegra na espécie aquática. Esta é uma relação de inclusão total e como responder, ou tem ou é expressa por "todo S é P".
- Universal negativa (chamado tipo E)[2]
  - "Nenhuma criança é velha". A proposição acima indica que qualquer elemento da classe de crianças pertencentes à classe de idade. Esta é uma relação de exclusão total e é expressa, a resposta ou tem a forma "Nenhum S é P".
- Afirmativas particulares (chamadas tipo I)[2]
  - "Alguns alunos são artistas" é uma proposição que estabelece que pelo menos uma turma de alunos está incluída na classe dos artistas. Esta é uma relação de inclusão parcial é expressa, a resposta ou tem a forma "Alguns S são P".
- Negativa particular (denominado tipo O)
  - A proposição "Alguns rosas não são vermelhas", afirma que pelo menos uma das rosas fora da classe do vermelho. Aqui está uma relação de exclusão parcial, denominado "Alguns S não são P".[2]

Usando diagramas de Venn pode ser visto o raciocínio. Se o argumento é válido e a conclusão deverá ser determinada a partir das lojas que estão representadas no diagrama.
Cada forma de raciocínio tem um convertiente, uma premissa que é equivalente, mas com frente. Ex.:
- Todo S é P. Convertiente:
  - Alguns P é S. S é um subconjunto de P.
- Nenhum S é P Convertiente:
  - Não P é S. P não pertence a S
- Alguns S é P Convertiente:
  - Alguns P é S. Há elementos que pertencem a P são S e vice-versa
- Alguns S não é P Convertiente:
  - (Não têm)